# Rondibilis insularis
Rondibilis insularis är en skalbaggsart som först beskrevs av Hayashi 1962.  Rondibilis insularis ingår i släktet Rondibilis och familjen långhorningar. Inga underarter finns listade i Catalogue of Life.